# Hannes Hafstein
Hannes Hafstein, né le 4 décembre 1861 à Möðruvellir et mort le 13 décembre 1922 à Reykjavik, est un homme d'État et un poète islandais. Il est ministre d'Islande de 1904 à 1909 et de 1912 à 1914. 